# Kroatische herder
De Kroatische herder of Hrvatski ovčar is een hondenras uit Kroatië.

## Geschiedenis
De Kroatische herder, afkomstig uit de grensstreek tussen Kroatië en Hongarije, is zeer nauw verwant met de Hongaarse mudi. Het stamboek werd geopend in de jaren 30 van de 20e eeuw, maar na de Tweede Wereldoorlog moest het ras opnieuw uit werkhonden opgebouwd worden. De Kroatische herder is in de jaren 60 door de FCI erkend.

## Uiterlijk
De Kroatische herder heeft matig hoog ingeplante, bij voorkeur staande maar soms tippende oren. De vacht is op het hoofd en aan de voorzijde van de benen kort en glad. Op de rest van het lichaam is de vacht dubbel en halflang. Het haar op de rug is 7 tot 14 centimeter lang, golvend of licht gekruld. Vacht en neus zijn, in tegenstelling tot de mudi, altijd zwart.
De rug is recht, de croupe iets aflopend. De goed bevederde staart is in rust hangend, in actie komt hij boven de ruglijn. Ook korte staarten komen van nature in het ras voor en zijn toegestaan.
Het bone is tamelijk licht. De voorhand is iets stijl, met een relatief kort bovenarmbeen. De achterhand is normaal gehoekt.
De schofthoogte is voor beide seksen tussen 40 en 50 cm.

## Aard en gebruik
De Kroatische herder heeft de reputatie iets harder te zijn dan de mudi. Hij heeft een levendig karakter en een aanzienlijke behoefte aan beweging. Het ras wordt tegenwoordig met succes ingezet bij agility.